# Oporinia rungei
Oporinia rungei là một loài bướm đêm trong họ Geometridae.